# Каролина Баденска
Фредерика Каролина Вилхелмина, известна като Каролина Баденска, е баденска принцеса и кралица на Бавария (1806 – 1825), втора съпруга на крал Максимилиан I Йозеф Баварски.

## Биография

### Произход
Каролина е родена на 13 юли 1776 в Карлсруе. Дъщеря е на принц Карл Лудвиг фон Баден и на принцеса Амалия фон Хесен-Дармщат. Каролина има сестра близначка – Катерина-Амалия-Кристина-Луиза (1776 – 1823). Каролина Баденска е сестра на руската императрица Елизавета Алексеевна и е леля на друга руска императрица – Мария Александровна.

### Кралица на Бавария
Първоначално родителите ѝ планират да я омъжат за Луи Антоан Анри дьо Бурбон, принц Д'Анген, но опасността да предизвикат отрицателната реакция от страна на революционна Франция ги отказва от тези планове.
На 9 март 1797 Каролина Баденска се омъжва за Максимилиан, херцог на Цвайбрюкен, който две години по-късно е избран за курфюрст на Бавария. През 1806 г. Бавария е проъзгласена за кралство, а Максимилиан – за неин първи крал. Така Каролина получава и титлата кралица на Бавария.
На Каролина е позволено да запази протестантската си вяра и след сключването на брака си, което е доста необичайно, като се имат предвид порядките в баварския двор. Кралицата дори има личен протестантски изповедник. Каролина е описвана като достойна кралица и домакиня за баварския кралски двор. Кралицата успява да възпита у дъщерите си силно чувство за дълг.

### Смърт
Каролина Баденска умира на 13 ноември 1841 в Мюнхен, надживявайки съпруга си с 16 години. Заради протестантската ѝ религия, церемонията по погребението ѝ е извършена без много от почестите, които се полагат на една кралица, което предизвиква широка обществена реакция. По заповед на католическия епископ на Мюнхен всички католически свещеници, присъстващи на церемонията, трябвало да бъдат облечени в цивилни дрехи, а не в духовни одежди, а на протестантските духовници не е позволено да влязат в катедралата. Накрая ковчегът на кралицата е поставен в кралската крипта без никаква церемония.
Отношението към любимата му доведена майка променя за постоянно отношението на крал Лудвиг I към протестантството, на което дотогава той е бил постоянен противник, въпреки че самият крал е бил женен за протестантка.

## Деца
Каролина и Максимилиан имат осем деца:
- мъртвороден син
- Максимилиан Йозеф Карл Фредерик (1800 – 1803)
- Близнаци:
  - Елизабет-Лудовика (1801 – 1873), кралица на Прусия
  - Амалия-Августа (1801 – 1877), кралица на Саксония
- Близнаци:
  - Мария Анна Леополдина(1805 – 1877), кралица на Саксония
  - София-Фредерика (1805 – 1872), ерцхерцогиня на Австрия, майка на император Франц Йосиф
- Мария Лудовика Вилхелмина (1808 – 1892), майка на императрица Елизабет Баварска
- Максимилиана Йозефина Каролина (1810 – 1821)